# Petteri Koponen
Petteri Johannes Koponen (Helsinki, 13 aprile 1988) è un ex cestista e allenatore di pallacanestro finlandese.

## Carriera

### Giocatore
Esordisce nel 2004 con l'Espoon Honka in Korisliiga, massima serie del campionato finlandese.
Con tale squadra vince per due volte il campionato.
Il 28 giugno 2007 viene scelto con la 30ª scelta al Draft NBA 2007 dai Philadelphia 76ers che successivamente cedettero i diritti del finlandese ai Portland Trail Blazers.
Nell'estate del 2008, dopo aver disputato l'NBA Summer League viene a giocare in Serie A con la Virtus Bologna con la quale vince l'EuroChallenge.
Durante il Draft NBA 2011 i suoi diritti (assieme a quelli di Rudy Fernández) passano ai Dallas Mavericks.
Nel 2012 lascia l'Italia per andare a giocare con il Chimki.
Con la squadra russa nel 2015 vince l'Eurocup, viene inserito nell'All-Eurocup First Team e viene nominato Sixth Man of the Year del campionato.
Nell'estate 2016 è stato acquistato dal Barcellona con un contratto triennale.
Conclude la carriera nel 2022 partecipando al Campionato europeo maschile di pallacanestro 2022.

### Allenatore
Terminata la carriera da giocatore, viene nominato da Euroleague Basketball come head coach della selezione Next Generation Select Team che prenderà parte all'Euroleague Basketball Next Generation Tournament occupando così il ruolo precedentemente ricoperto da Vasilīs Spanoulīs.

## Statistiche

### Eurolega
| Anno      | Squadra       | PG  | PT | MP   | TC%  | 3P%  | TL%  | RP  | AP  | PRP | SP  | PP   |
| --------- | ------------- | --- | -- | ---- | ---- | ---- | ---- | --- | --- | --- | --- | ---- |
| 2012-2013 | Chimki        | 21  | 5  | 16,2 | 46,5 | 42,9 | 95,7 | 1,0 | 2,1 | 0,1 | 0,1 | 6,5  |
| 2015-2016 | Chimki        | 24  | 7  | 19,5 | 42,6 | 38,1 | 87,9 | 1,6 | 2,2 | 0,5 | 0,0 | 8,5  |
| 2016-2017 | Barcellona    | 27  | 3  | 22,6 | 42,9 | 46,2 | 91,5 | 1,7 | 1,9 | 0,7 | 0,0 | 10,1 |
| 2017-2018 | Barcellona    | 29  | 9  | 20,2 | 49,1 | 51,1 | 93,8 | 1,6 | 1,5 | 0,5 | 0,0 | 7,9  |
| 2018-2019 | Bayern Monaco | 30  | 3  | 18,3 | 51,6 | 46,8 | 92,3 | 1,6 | 1,9 | 0,3 | 0,0 | 9,0  |
| 2019-2020 | Bayern Monaco | 24  | 10 | 17,1 | 45,0 | 50,0 | 76,5 | 1,2 | 1,5 | 0,2 | 0,0 | 6,8  |
| Carriera  | Carriera      | 155 | 37 | 19,1 | 46,3 | 46,2 | 90,1 | 1,5 | 1,8 | 0,4 | 0,0 | 8,3  |

## Palmarès

### Squadra

#### Competizioni nazionali
- Campionato finlandese: 2

Espoon Honka: 2006-07, 2007-08
- Campionato tedesco: 1

Bayern Monaco: 2018-19
- Copa del Rey: 1

Barcellona: 2018
- Liga catalana: 2

Barcellona: 2016, 2017
- Coppa di Finlandia: 1

Helisnki Seagulls: 2022

#### Competizioni internazionali
- Eurocup: 1

Chimki: 2014-15
- EuroChallenge: 1

Virtus Bologna: 2008-09

### Individuale
- Korisliiga MVP: 1

Espoon Honka: 2007-08
- All-Eurocup First Team: 1

Chimki: 2014-2015
- VTB United League Sixth Man of the Year: 1

Chimki: 2014-15

### Nazionale
- Campionato Europeo Under-20 Division B
 Portogallo 2006